# INFRA (Musiker)
INFRA, eig. Marius Braun ist ein in Berlin lebender Produzent und DJ, der die Musikstile Dubstep und Drum and Bass produziert und auflegt.

## Musik
Seine Musikstücke klingen düster und sind,  wie für den meisten Dubstep charakteristisch, eher minimalistisch geprägt.  Durch die Kombination von selbstkreierten Sounds und dem Sampling klanglicher Elemente aus Science-Fiction-Filmen erzeugen die Stücke häufig eine futuristische Stimmung. INFRA verwendet in seinen Produktionen oft die im Dubstep typische Half-Step-Rhythmik, die er noch durch treibende Hi-Hats ergänzt. Seine musikalischen Einflüsse finden sich vornehmlich in genreverwandten Musikstilen, wie Techstep, Dubstep, Drum- und Neurofunk.

## Veröffentlichungen
Neben Veröffentlichungen auf den Labels F4TMusic, Highscore Publishing und Shadowforces hat INFRA bereits exklusive Gast-Mixe für die in der Szene bekannten Blogs J'aime Le Dubstep aus Kanada und Kongkretebass aus Hong Kong, sowie für das englische Musik Magazin Kmag (ursprünglich Knowledge Magazine) aufgenommen.

## Diskografie

### Alben & EPs
- Station 403 EP (Shadowdub 2012)
- Sonic EP (F4TMusic 2011)

### Singles
- Sentry Drone (F4TMusic 2008)

### Remixes
- Species "Distance Operation" (Shadowforces 2012)
- The Unlimiters "Loophole" (Highscore Publishing 2011)

### Auf Samplern
- We Call It Dubstep Vol.02 (Heavy Bassweight 2012)
- Heavy Bassweight Vol.01 (Heavy Bassweight 2012)
- Dubstep Next Generation (Le Bien Et Le Mal 2011)
- Drum'n'Bass Area (Le Bien Et Le Mal 2011)
- Swaraaj: The Revolution Is Within (Times Music 2008)

## Einzelbelege
1. ↑  INFRA auf discogs.com
2. ↑  http://www.soundcloud.com/INFRA
3. ↑  http://www.sittingovation.com/releases/eps/infra-sonic-ep-f4t-music@1@2Vorlage:Toter+Link/www.sittingovation.com+(Seite+nicht+mehr+abrufbar,+festgestellt+im+April+2018.+Suche+in+Webarchiven) Datei:Pictogram+voting+info.svg Info:+Der+Link+wurde+automatisch+als+defekt+markiert.+Bitte+prüfe+den+Link+gemäß+Anleitung+und+entferne+dann+diesen+Hinweis.
4. ↑  http://www.discogs.com/artist/INFRA+(3)
5. ↑   Archivlink (Memento des Originals vom 19. April 2012 im Internet Archive)  Info: Der Archivlink wurde automatisch eingesetzt und noch nicht geprüft. Bitte prüfe Original- und Archivlink gemäß Anleitung und entferne dann diesen Hinweis.
6. ↑  http://kongkretebass.com/kkblog/?p=2907
7. ↑   Archivlink (Memento des Originals vom 30. April 2012 im Internet Archive)  Info: Der Archivlink wurde automatisch eingesetzt und noch nicht geprüft. Bitte prüfe Original- und Archivlink gemäß Anleitung und entferne dann diesen Hinweis.